# Gajary
Gajary jsou obec na Slovensku v okrese Malacky ležící na levém břehu řeky Morava. Žije zde přibližně 3 200 obyvatel.
První písemná zmínka o vesnici pochází z roku 1373. V obci se nachází barokní římskokatolický kostel Zvěstování Páně z roku 1680. Okolí obce je významným archeologickým nalezištěm: nálezy pocházejí z neolitu, eneolitu a doby bronzové.

## Osobnosti
- Dominik Skutecký (1849–1921), malíř
- Terézia Hurbanová-Kronerová (1924–1999), herečka